# Benedetto Guidalotti
Benedetto Guidalotti (... – Perugia, 18 agosto 1429) è stato un vescovo cattolico italiano.

## Biografia
Benedetto era figlio di Simone di Ceccolo, originario di Perugia dove la famiglia risiedeva sin dal XIII secolo nel Rione Porta San Pietro.
I Guidalotti, appartenenti al popolo grasso, gruppo sociale che si identificava per la sua ricchezza - ma non sempre per le scelte politiche - con le famiglie più antiche dell'aristocrazia consolare e della nobiltà feudale, contava fra i suoi ranghi numerosi dottori in diritto. Nel 1381 Francesco Guidalotti, primo della famiglia a occupare una carica ecclesiastica, fu nominato abate di san Pietro a Perugia. Alcuni anni dopo, divenuta ormai fedele al partito pontificio in una città signoreggiata da Biordo Michelotti, la famiglia si avvicinò a Bonifacio IX dal quale sperava di ottenere il cappello cardinalizio per Francesco. Ma il 10 marzo 1398 Biordo Michelotti fu ucciso nel corso di una visita dell'abate di san Pietro in compagnia di un gruppo di fratelli e amici; fu sgozzato, si dice, da Annibaldo, altro fratello del Guidalotti. La violenta reazione di Perugia costò la vita al padre dei cospiratori, Simone, e la famiglia dovette fuggire da Perugia dove le sue case furono incendiate. Bonifacio IX tuttavia continuò negli anni successivi a dimostrare il suo favore nei confronti dei Guidalotti: nel 1400, dopo la morte di Francesco, Annibaldo figurava tra i familiari del papa, che gli affidava i resti del defunto.
Proprio intorno al 1400 Guidalotti, il cui nome però non è mai citato espressamente, dovette entrare a far parte della Camera apostolica. Della sua vita precedente si sa molto poco: avrebbe compiuto i suoi studi a Padova e soggiornato verso il 1389 a Perugia, dove avrebbe insegnato e si sarebbe legato con il giovane Oddone Colonna, più tardi papa con il nome di Martino V.
La prima menzione del Guidalotti quale appartenente alla Camera apostolica è del 16 gennaio 1416: a questa data si trovava a Costanza come chierico e sottoscrisse, come procuratore del vescovo di Macerata Angelo Baglioni, le ratifiche della capitolazione detta "di Narbona" che regolava le condizioni dell'allineamento al concilio della maggior parte degli aderenti all'obbedienza di papa Benedetto XIII. Sia il Guidalotti e sia il vescovo di Recanati erano originari di Perugia e le loro famiglie erano in quel periodo escluse dal governo cittadino: già vicario generale, nel 1398, del patriarca di Aquileia Antonio Panciera, il Baglioni fu poi creato cardinale nel 1411 da papa Gregorio XII. Il Guidalotti fu sicuramente vicino al Baglioni, poiché l'unico beneficio ecclesiastico di cui si abbia notizia prima della sua elevazione all'episcopato è il priorato della chiesa di Santo Stefano fuori le Mura di Aquileia. Non si ha notizia di missioni particolari del Guidalotti nel corso del concilio, mentre operava sotto l'autorità del camerlengo François de Conzié. Soltanto con l'avvento, nel 1417, di Oddone Colonna al trono pontificio e con il ritorno della Curia romana in Italia il suo ruolo divenne più importante.
Nell'agosto del 1418, a Ginevra, il tesoriere della Camera apostolica Francesco Novello, che si recava in pellegrinaggio all’ospedale di Sant'Antonio di Vienne, delegò al Guidalotti, benché assente, i suoi poteri. Questa sostituzione era approvata, anche se non decisa, dal vicecamerlengo Louis Aleman. Nel corso degli anni successivi il Guidalotti si trovava regolarmente a fianco del vicecamerlengo, ruolo che non escludeva l'esercizio di altre cariche lucrative, come quella di taxator litterarum apostolicarum. Nel dicembre 1423 la nomina di Louis Aleman alla guida dell'arcivescovado di Arles e la sua partenza per assumere il governo di Bologna lasciavano vacante l'incarico di vicecamerlengo: Martino V poté finalmente nominare liberamente il successore e la sua scelta cadde sul Guidalotti. Da questo momento, anche se François de Conzié conservava nominalmente il titolo di camerlengo, il Guidalotti fu al vertice dell'amministrazione centrale della Camera apostolica, occupando questa carica in modo stabile per quattro anni.
In quegli anni il Guidalotti raggiunse l'apice della sua carriera: il 21 maggio 1427 Martino V lo nominò vescovo di Valva e Sulmona, diocesi che abbandonò il 29 ottobre per il vescovado di Teramo; il 7 gennaio 1429 anche questa sede fu lasciata per quelle di Macerata e Recanati. Non si trova alcun motivo soddisfacente per spiegare questo rapido succedersi di sedi episcopali: le rendite erano modeste (170 fiorini per Valva e Sulmona, 300 per Teramo e 150 per Macerata e Recanati) e la Camera apostolica non poteva affatto sperare di arricchirsi con il pagamento delle obbligazioni. D'altra parte, il Guidalotti non sembra avere avuto rapporti particolari con il Regno di Napoli, dove si trovavano i suoi due primi vescovadi. Questo continuo cambiamento di sedi non sembra abbia del resto ostacolato la sua attività, almeno in un primo tempo. Tuttavia, il 6 aprile 1428 Martino V lo sostituì nella carica di vicecamerlengo con uno dei suoi conterranei di Genazzano, Oddone Poggio de Varris, già tesoriere e prossimo del pontefice, destinato alla morte di quest'ultimo a essere malmenato dalla folla e imprigionato a Castel Sant'Angelo. Il Guidalotti tuttavia, non fu del tutto escluso dalla Camera apostolica, poiché la nomina del successore valeva in realtà soltanto durante la sua assenza. Infatti esistono alcuni documenti successivi a tale data in cui il Guidalotti porta ancora il titolo di vicecamerlengo: la nomina di Oddone, come precisava la bolla, era dovuta alla salute cagionevole del Guidalotti che doveva curarsi fuori da Roma.
In questo periodo il Guidalotti poté nuovamente pensare di intervenire nelle vicende di Perugia. In seguito alla morte di Braccio da Montone (1424) e al ritorno di Perugia nelle mani del pontefice, il Guidalotti aveva convinto Martino V a inviare suo fratello Annibaldo. L'iniziativa aveva suscitato scarso entusiasmo presso i Perugini, anche se i rapporti del Guidalotti con le autorità comunali erano eccellenti. Nel 1426 ricevette da Perugia un sontuoso regalo, che negli annali di Perugia viene giustificato in quanto il Guidalotti "quotidie operatur totis suis viribus cum Sanctitate Sua occasione occurentium Comuni, hominibus et singularibus personis civitatis Perusinae". Lo stesso anno iniziò a realizzare il progetto di un collegio dedicato a san Girolamo e destinato ad accogliere, in Perugia, studenti di diritto. Per distinguerlo da un'analoga fondazione già esistente, il nuovo collegio fu designato in seguito con il nome di Sapienza nuova. Il Guidalotti ne scelse la collocazione nel 1426, lasciando i suoi beni, tra i quali la sua biblioteca che comprendeva 33 libri di diritto - per lo più commentatori contemporanei -, noti attraverso un breve inventario compilato dopo la sua morte.
Benedetto Guidalotti morì a Perugia il 18 agosto 1429 senza aver potuto portare a compimento la fondazione del collegio, terminata da un suo vecchio collega, il cardinale Antonio Casini, che ottenne nel 1430 l'erezione ufficiale della fondazione con una bolla di Martino V.